# Regions del Japó

Mapa del Japó

Les regions del Japó no són unitats administratives oficials, però han estat tradicionalment emprades com a divisió administrativa del Japó en un gran nombre de contextos: Per exemple, els mapes i llibres de text de geografia divideixen el Japó en les vuit regions, les informacions de l'oratge normalment donen el temps per regió, i moltes empreses i institucions inclouen els noms de les seves regions en el propi (Kinki Nippon Railway, Chugoku Bank, Tohoku University, etc.). Tot i que el Japó té vuit Corts Supremes, les seves jurisdiccions no es corresponen amb les vuit regions de sota.
De nord-est a sud-oest:
- Hokkaido: l'illa de Hokkaido i les illes col·lindants. La ciutat principal és Sapporo.
- Tōhoku: el nord de Honshu. La ciutat principal és Sendai.
- Kantō: l'est de Honshu. Les ciutats principals són Tòquio i Yokohama.
- Chubu: el centre de Honshu, incloent-hi el Mont Fuji. De vegades subdividit en:
  - Hokuriku: el nord de Chubu. La ciutat principal és Niigata.
  - Koshinetsu: el nord-est de Chubu. La ciutat principal és Nagano.
  - Tokai: el sud de Chubu. La ciutat principal és Nagoya.
- Kinki o Kansai: entre l'oest i el centre de Honshu. Les ciutats principals són Osaka, Kobe, i Kyoto.
- Chugoku: l'oest de Honshu. La ciutat principal és Hiroshima.
- Shikoku: l'illa de Shikoku i algunes illes col·lindants. La ciutat principal és Matsuyama.
- Kyūshū: l'illa de Kyūshū i les illes col·lindants, principalment les Nansei. La ciutat principal és Fukuoka.